# Biblioteca de la Fundación Francisco Largo Caballero
La Biblioteca de la Fundación Francisco Largo Caballero es una biblioteca especializada en movimiento obrero, sindicalismo, historia contemporánea y relaciones laborales. La colección bibliográfica está constituida en la actualidad por más de 25 000 títulos de monografías, 3.000 publicaciones periódicas, además de materiales especiales (archivo fotográfico y de carteles, archivo sonoro y audiovisual), entre los que destaca la fototeca con 40 000 materiales gráficos. Entre otras custodia la Biblioteca de la Casa del Pueblo de Madrid, en la que está la Biblioteca personal de Pablo Iglesias. 
Su objetivo primordial es proporcionar información a los usuarios, orientando y colaborando en la búsqueda de información, y facilitar el acceso a personas investigadoras. Forma parte de los Archivos del Movimiento Obrero y está ubicada en la calle Colegios, número 7, de Alcalá de Henares, municipio histórico de Madrid, en el complejo de la Universidad de Alcalá, España. 

## Origen de la biblioteca
La Biblioteca se crea para dar cumplimiento al objetivo de la Fundación Francisco Largo Caballero, constituida en 1978, de "recuperar la memoria histórica de la Unión General de Trabajadores (UGT), y en consecuencia, la custodia, organización, ampliación y gestión del archivo histórico y bibliográfico de la confederación sindical, en tanto que depositaria del mismo".
Fue inaugurada en abril de 1982 con 7.000 volúmenes sobre historia del movimiento obrero español, muchos de ellos procedían de los fondos de UGT en el exilio que se encontraban en Toulouse (Francia), igual que los fondos documentales custodiados en el archivo. Se abrió para consulta en su ubicación de la sede de la Fundación Francisco Largo Caballero en la calle General Arrando, 5 de Madrid.
El fondo bibliográfico más importante es la Biblioteca de la Casa del Pueblo del Madrid (1908-1939), con un catálogo de 1.475 títulos disponibles. Contiene la biblioteca personal de Pablo Iglesias, entre otras importantes bibliotecas. Recibe numerosas solicitudes para actos conmemorativos y exposiciones. En el Catálogo de la Biblioteca de la Casa del Pueblo de Madrid (1908-1939), editado en 1998, n.º 5 de la serie Guía de fuentes, están descritos 1140 títulos.
En 2007, la Biblioteca inició un proyecto de digitalización de los fondos, dirigido por su responsable, Nuria Franco, con dos objetivos: evitar su deterioro y facilitar su difusión. En 2013 se editó la publicación Monografías de la Casa del Pueblo disponibles en PDF con OCR.
En 2008, con motivo del centenario de su inauguración, la Biblioteca creó la colección Ediciones facsimilares de la Biblioteca de la Casa del Pueblo de Madrid con seis títulos publicados.
Los fondos se han ido incrementando, entre otras vías, con la recepción de otras bibliotecas donadas por sus propietarios, como Rafael Heras Novajas, Arsenio Jimeno Velilla, Antonio Díez Yagüe, Carlos Hernández-Zancajo, José María Zufiaur Narvaiza y Manuel Chaves González, entre otros.

## Fondos y colecciones

### Biblioteca
La biblioteca, con más de 25.000 monografías, está especializada en movimiento obrero, sindicalismo, historia contemporánea y relaciones laborales. Muchas de ellas han sido editadas por la Unión General de Trabajadores dado que, al ser depositaria del patrimonio documental y bibliográfico del sindicato, unos de sus objetivos es contar con al menos un ejemplar de lo que publica. Las restantes monografías proceden de adquisiciones, intercambios y donaciones.
Entre los fondos destaca la ‘edición príncipe’ del libro I de El Capital (Das Kapital) de Karl Marx publicada en Hamburgo en 1867. El libro fue donado el 15 de febrero de 1928, junto a otros ejemplares de la biblioteca de Friedrich Lessner.

### Hemeroteca
La hemeroteca tiene recopiladas colecciones de publicaciones periódicas de sindicatos, partidos políticos e instituciones internacionales y españolas que guardan relación con el mundo del trabajo y el movimiento obrero desde 1904 hasta la actualidad, que suman casi 3.000 publicaciones seriadas. Las revistas activas proceden de suscripciones, donaciones e intercambios y superan el centenar.
En 2006 se inició el proyecto de hemeroteca digital para la digitalización de los ejemplares custodiados que pueden consultarse por vía telemática en sala de consulta o por correo electrónico.
Existe un catálogo de contenidos on line de la Biblioteca de la Fundación F. Largo Caballero para su consulta y descarga. Incluye, entre otros títulos, las distintas cabeceras del órgano de expresión de UGT entre 1944 y 2000: Boletín de la Unión General de Trabajadores de España en el exilio, UGT, UGT-Informa y Unión.

### Archivo fotográfico y de carteles
El archivo fotográfico, recopila cerca de 40.000 materiales gráficos, principalmente, relacionados con la historia de la Unión General de Trabajadores. Entre las donaciones de fotografías cabe destacar las realizadas por Arsenio Jimeno, Madeleine Kosmann o Julián Besteiro. 
La fototeca incluye el extenso fondo del archivo fotográfico de la revista Unión (1976-1994). Es muy demandado dado que contiene las principales imágenes de la transición sindical española: fotos de manifestaciones, retratos de dirigentes, congresos, seminarios, firma de acuerdos o campañas de empleo y de afiliación.
El fondo de carteles está formado principalmente por primeros de mayo, campañas electorales, elecciones sindicales, campañas de afiliación o conmemoraciones. Desde 2009 la Colección Digital de Carteles de la Unión General de Trabajadores y entidades afines está disponible en la web.

### Archivo sonoro y audiovisual
La fonoteca contiene discos, cintas de audio de bobina abierta BASF y AGFA, de 2,54 cm. y 5,08 cm., y casetes. La videoteca incluye películas y videograbaciones. El fondo está descrito en el catálogo automatizado y disponible para su uso y consulta. Y las películas de congresos de UGT, huelgas, entierros y otros temas, están depositadas en la Filmoteca Española para su mejor conservación.

## Servicios
La biblioteca ofrece diferentes servicios como el de referencia e información bibliográfica especializadas en sus fondos y colecciones, consulta en sala y acceso Wifi, consulta telefónica y por correo postal y electrónico, reproducción y digitalización de documentos, préstamo y digitalización de materiales para exposiciones, publicaciones y otras actividades culturales, préstamo interbibliotecario, visitas guiadas, e intercambios de documentación con instituciones, entre otros.